# 圖卡卡斯
圖卡卡斯是委內瑞拉的城鎮，由法爾孔州負責管轄，位於該國北部沿岸地區，距離首都卡拉卡斯約60公里，海拔高度1米，主要經濟活動是旅遊業，2010年人口13,901。
10°47′52″N 68°19′03″W / 10.79778°N 68.31750°W